# La Criolla (Entre Ríos)
La Criolla é um município da província de Entre Ríos, na Argentina.